# Eileen Magrath
Eileen Magrath foi uma atriz britânica da era do cinema mudo.